# Język arabski saharyjski
Język arabski saharyjski (arabski algiersko-saharyjski) – mówiona odmiana makrojęzyka arabskiego spotykana na Saharze w Algierii i Nigrze. Używana przez ponad 100 tysięcy muzułmanów o korzeniach z południowej Algierii.